# Jóhanna Guðrún Jónsdóttir
Jóhanna Guðrún Jónsdóttir (født 16. oktober 1990 i København) er en islandsk sangerinde opvokset i Hafnarfjörður, Island. Hun repræsenterede Island i Eurovision Song Contest 2009 i Moskva, Rusland med sangen "Is It True?", hvor hun opnåede andenpladsen. Siden har hun udgivet debutalbummet Butterflies And Elvis.
Hun er vokset op i Hafnarfjörður på Island, hvor hun stadig bor.

## Baggrund og karriere
Jóhanna er opvokset i Hafnarfjörður, Island og begyndte at optræde på scenen i en alder af ni. Hun arbejdede i Broadway-teateret før hun vandt det islandske Melodi Grand Prix.
Den 12. maj 2009 kvalificerede Jóhanna sig til Eurovision-finalen efter at have vundet en plads i den første semi-finale. Til finalen i Moskva var hun på scenen med kor-vokalister Friðrik Omar, Erna Hrönn Ólafsdóttir og Hera Björk. Hun kom på andenpladsen efter Norge, med 218 point. Hendes debutsang, "Is It True?" fortsatte med at blive en top download på iTunes sammen med Norges vindersang. Jóhannas debutalbum Butterflies & Elvis blev udgivet i Island og Sverige i 2008, med hendes første single for at være "I Miss You". Efter Eurovision, har Jóhanna optrådt flere gange i Norge og Sverige. Jóhanna har sunget sammen med Ingo (hendes modstander fra Söngvakeppni Sjónvarpsins 2009) i den islandske version af melodi grand prix Söngvakeppni Sjónvarpsins 2010. I et interview sagde Jóhanna, at hendes yndlingssange fra hendes modstandere fra Eurovision var: Ukraine, Sverige, Spanien, Hviderusland, Bosnien-Hercegovina, Rumænien og Norge.

## Diskografi

### Album
| År   | Information | Sverige | Salg og certificeringer |
| ---- | --- | ------- | ----------------------- |
| 2000 | Jóhanna Guðrún 9 - First studio album - Released:2000 - Label:Unknown - Format: CD, digital download                   |         |                         |
| 2001 | Ég Sjálf - Second studio album - Released:2001 - Label:Unknown - Format: CD, digital download                          |         |                         |
| 2003 | Jól Með Jóhönnu - Third studio album - Released:2003 - Label:Unknown - Format: CD, digital download                    |         |                         |
| 2008 | Butterflies And Elvis - Fourth studio album - Released:2008 - Label:Warner Music Sweden - Format: CD, digital download | 19      |                         |

### Singler
| År        | Single        | Chart positions | Chart positions | Chart positions | Chart positions | Chart positions | Chart positions | Chart positions | Chart positions | Chart positions | Chart positions | Chart positions | Chart positions | Album                 |
| År        | Single        | ICE             | IRE             | UK              | GER             | SWI             | DEN             | SWE             | NOR             | FIN             | BEL             | GRE             | EUR             | Album                 |
| --------- | ------------- | --------------- | --------------- | --------------- | --------------- | --------------- | --------------- | --------------- | --------------- | --------------- | --------------- | --------------- | --------------- | --------------------- |
| 2009      | "Is It True?" | 1               | 28              | 49              | 22              | 9               | 16              | 2               | 3               | 4               | 36              | 5               | 14              | Butterflies and Elvis |
| 2009      | "I Miss You"  | 18              | —               | 62              | —               | —               | —               | —               | —               | —               | —               | —               | —               | Butterflies and Elvis |
| 2010/2011 | "Þessi Jól"   | —               | —               | —               | —               | —               | —               | —               | —               | —               | —               | —               | —               |                       |
| 2010/2011 | "Nótt"        | —               | —               | —               | —               | —               | —               | —               | —               | —               | —               | —               | —               |                       |
| 2011      | "Slow Down"   | —               | —               | —               | —               | —               | —               | —               | —               | —               | —               | —               | —               | —                     |